# Devil Between My Toes
| Recensione     | Giudizio |
| -------------- | -------- |
| Piero Scaruffi | [ 1 ]    |
| All Music      |          |

Devil Between My Toes è il primo album in studio long playing del gruppo musicale statunitense Guided by Voices; venne pubblicato nel 1987 successivamente al primo EP, Forever Since Breakfast, disco di esordio del gruppo pubblicato nel 1986.

## Produzione
Dopo aver registrato l'anno precedente un EP, Forever Since Breakfast, del quale non si ritenne soddisfatto, Robert Pollard decise di produrre e registrare il primo album LP cercando di controllarne per intero il processo di produzione e, a tal fine, acquistò degli apparecchi per registrazione usati da installare nel suo garage. Al fine di mantenere intatta la spontaneità delle loro prove, i brani vennero registrati in presa diretta in un'unica sessione e una sola volta. La prima edizione in vinile venne pubblicata in 300 copie. Una versione rimasterizzata venne pubblicata nel 1993 in Germania in 1000 copie. Una nuova edizione dell'album venne inclusa nel cofanetto Box pubblicato dalla Scat Records nel 1995 che raccoglieva i primi cinque album e un sesto di inediti, King Shit and the Golden Boys.

## Tracce
1. Old Battery – 1:46 (musica: R. Pollard)
2. Discussing Wallace Chambers – 1:48 (musica: R. Pollard)
3. Cyclops – 1:50 (musica: R. Pollard)
4. Crux – 2:23 (musica: R. Pollard / Mitchell / J. Pollard)
5. A Portrait Destroyed By Fire – 5:09 (musica: R. Pollard / Mitchell)
6. 3 Year Old Man – 1:39 (musica: R. Pollard / J. Pollard)
7. Dog's Out – 2:07 (musica: R. Pollard)
8. A Proud And Booming Industry – 1:02 (musica: R. Pollard / Mitchell / J. Pollard)
9. Hank's Little Fingers – 2:13 (musica: R. Pollard)
10. Artboat – 2:25 (musica: R. Pollard)
11. Hey Hey, Spaceman – 2:51 (musica: R. Pollard)
12. The Tumblers – 2:39 (musica: R. Pollard)
13. Bread Alone – 1:09 (musica: R. Pollard / J. Pollard)
14. Captain's Dead – 2:00 (musica: R. Pollard)

## Formazione
- Mitch Mitchell: basso
- Kevin Fennell: batteria
- Peyton Eric: batteria
- Steve Wilbur: chitarra
- Tobin Sprout: chitarra e cori
- Robert Pollard: chitarra e voce